# Shiroishi (Miyagi)
Shiroishi (白石市; -shi) é uma cidade japonesa localizada na província de Miyagi.
Em 2003 a cidade tinha uma população estimada em 40 209 habitantes e uma densidade populacional de 140,36 h/km². Tem uma área total de 286,47 km².
Recebeu o estatuto de cidade a 1 de Abril de 1954.